# Lesignano de' Bagni
Lesignano de' Bagni is een gemeente in de Italiaanse provincie Parma (regio Emilia-Romagna) en telt 4039 inwoners (31-12-2004). De oppervlakte bedraagt 47,5 km², de bevolkingsdichtheid is 81 inwoners per km².
De volgende frazioni maken deel uit van de gemeente: Vedi elenco.

## Demografie
Lesignano de' Bagni telt ongeveer 1702 huishoudens. Het aantal inwoners steeg in de periode 1991-2001 met 28,4% volgens cijfers uit de tienjaarlijkse volkstellingen van ISTAT.
| Jaar | Inwoneraantal |
| ---- | ------------- |
| 1991 | 2979          |
| 2001 | 3825          |

## Geografie
Lesignano de' Bagni grenst aan de volgende gemeenten: Langhirano, Neviano degli Arduini, Parma, Traversetolo.